# Altar de Consus

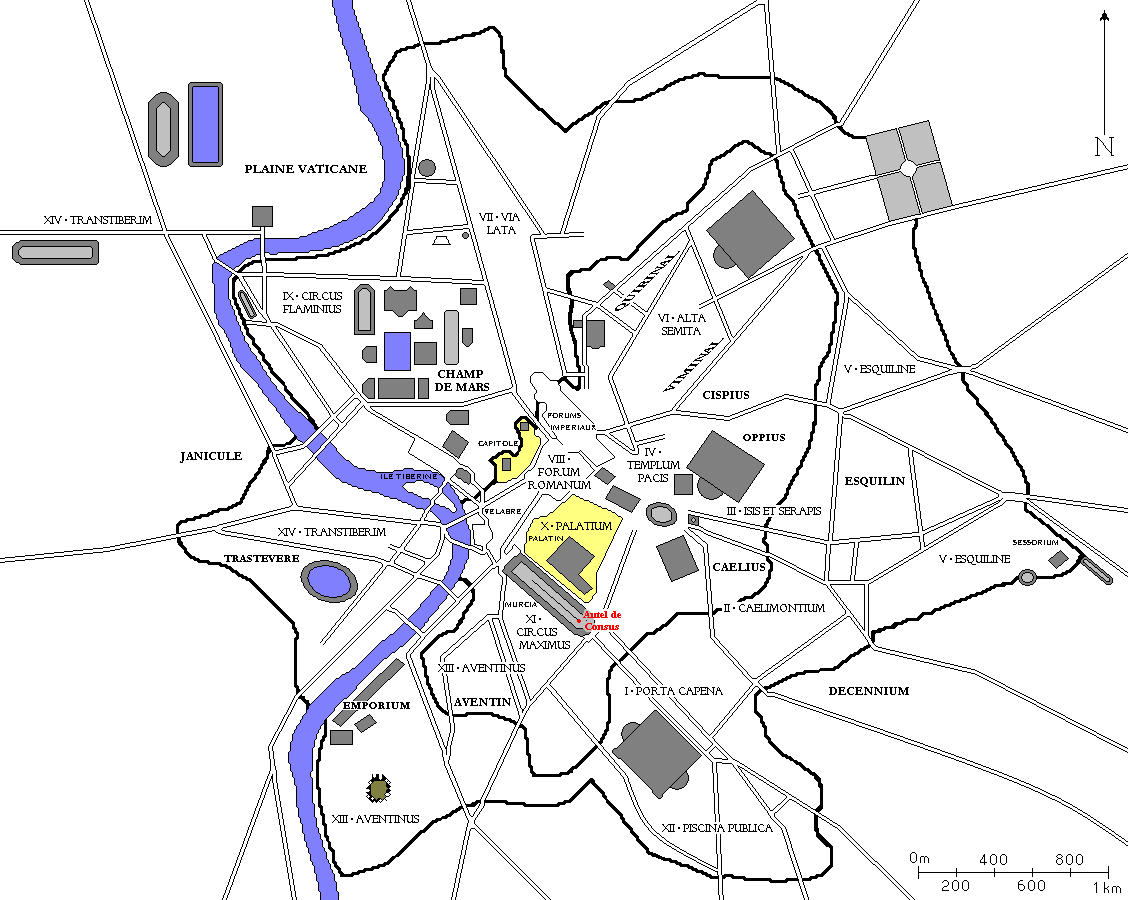
En el plano de la Antigua Roma, el Altar de Consus está señalado en rojo.

El Altar de Consus (Ara Consi) está ligado a la tradición de celebrar las fiestas y juegos en honor del dios Consus (asimilado a Neptuno) en el curso de las cuales, en la época de Rómulo, se produjo el rapto de las Sabinas. 
El culto a Consus, antigua divinidad itálica, era muy antiguo. Su altar estaba bajo tierra,  y durante el siglo III, estaba situado "cerca de los límites murcianos", es decir, al sureste del Circo Máximo, en el vallis Murcia, entre el Palatino y el Aventino. Marcó en este lado el límite del primer pomerium.
Tácito entre los cuatro puntos que delimitaban la ciudad del Palatino, mencionaba al Altar de Conso, junto con el santuario de los Lares, el Ara Máxima de Hércules y las Antiguas Curias.
Este altar estaba en el subsuelo y cubierto con tierra, excepto durante las fiestas Consualia, el 21 de agosto y 15 de diciembre en que se descubría.